# Hexatoma (Eriocera) regina regina
Hexatoma (Eriocera) regina regina is een ondersoort van de tweevleugelige Hexatoma (Eriocera) regina uit de familie steltmuggen (Limoniidae). De ondersoort komt voor in het Palearctisch en Oriëntaals gebied.